# Fonds Gabonais d’Investissements Stratégiques
Der Fonds Gabonais d’Investissements Stratégiques (FGIS) ist ein exklusiver Manager des Staatsfonds von Gabun (FSRG) mit Hauptsitz am Boulevard du Bord de Mer in Libreville.
Die FGIS trägt eine wichtige Verantwortung gegenüber der gabunischen Gesellschaft und verfolgt eine langfristige strategische Vision zur Diversifizierung der gabunischen Wirtschaft durch rentable Investitionen in Gabun und im Ausland.

## Geschichte
Der Staatsfonds der Gabunischen Republik (Sovereign Wealth Fund of the Gabonese Republic – FSRG) geht auf den 1998 gegründeten Fonds für künftige Generationen (Fund for Future Generations – FGF) zurück. Seine Aufgabe bestand darin, zukünftigen Generationen eine ähnliche Lebensqualität wie den heutigen zu ermöglichen. Durch ein Dekret des Präsidenten der Republik wurde er 2011 zum Staatsfonds der Gabunischen Republik (FSRG) umbenannt.
Der Fonds Gabonais d'Investissements Stratégiques (FIGS) wurde 2012 gegründet, um Gabun beim Aufbau neuer Einkommensquellen zu unterstützen, die ausreichend Erträge generieren, um die aus der Ölproduktion stammenden zu ersetzen. Er soll Direktinvestitionen in Gabun halten und verwalten und langfristige Investitionen in strategische Projekte unterstützen. Ähnlich wie der senegalesische FONSIS, der angolanische FSDEA und der nigerianische NSIA ist der FGIS ein Fonds, der finanzielle und wirtschaftliche Ziele vereint und dessen Überleben maßgeblich von seiner Governance abhängt.
Seit November 2022 ist FGIS zudem der alleinige Vertreter für die Vermarktung von Emissionszertifikaten der Gabunischen Republik.
Mit Stand Juli 2025 verwaltete der Fonds ein Vermögen von 1,89 Milliarden USD.

## Mitgliedschaften
Er ist Mitglied im International Forum of Sovereign Wealth Funds (IFSWF) und hat sich damit verbunden auch den Santiago-Prinzipien für angemessenes Handeln und ordentlicher Geschäftstätigkeit verschrieben.